# Мечеть Михримах-султан (Ускюдар)
Мечеть Михримах Султан (тур. Mihrimah Sultan Camii) или Искеле Джами (тур. İskele Camii) — мечеть XVI века, расположенная в районе Ускюдар Стамбула.

## Описание
Мечеть Михримах является одной из самых известных достопримечательностей в Ускюдаре. Своё второе название (Искеле Джами) получила по месту своего положения — рядом с паромным причалом (тур. İskele — пристань, пирс, причал). Это первый из двух комплексов мечетей (второй находится в районе Эдирнекапы), построенных по распоряжению Михримах Султан, дочери султана Сулеймана I и его супруги Хюррем султан. Проект мечети был разработан Мимаром Синаном, а построена она была между 1546 и 1548. В этом массивном сооружении на возвышении нашли отражение несколько признаков более позднего стиля Синана: мечеть просторная, с высоким сводчатым основанием, стройными минаретами, главный купол окружён с трех сторон полукуполами и широким двухъярусным портиком. По наблюдениям современников, мечеть напоминает «женщину в юбках, стелющихся по земле».
В состав комплекса входили мечеть, медресе, мектеб (начальная школа), больница, имарет (кухня), караван-сарай. Медресе расположено в северной части комплекса, сегодня там находится центр здоровья. Начальная школа расположена со стороны мечети, указывающей на Мекку (кыбла). Здания больницы, кухни и караван-сарая до наших дней не уцелели. Табхане (гостиница) сгорела во время пожара 1772 года. Между зданиями мечети и медресе сохранились могилы двух сыновей Михримах и Рустема-паши. Недалеко от мечети находится фонтан султана Ахмеда III, построенный в 1728 году.

## Галерея

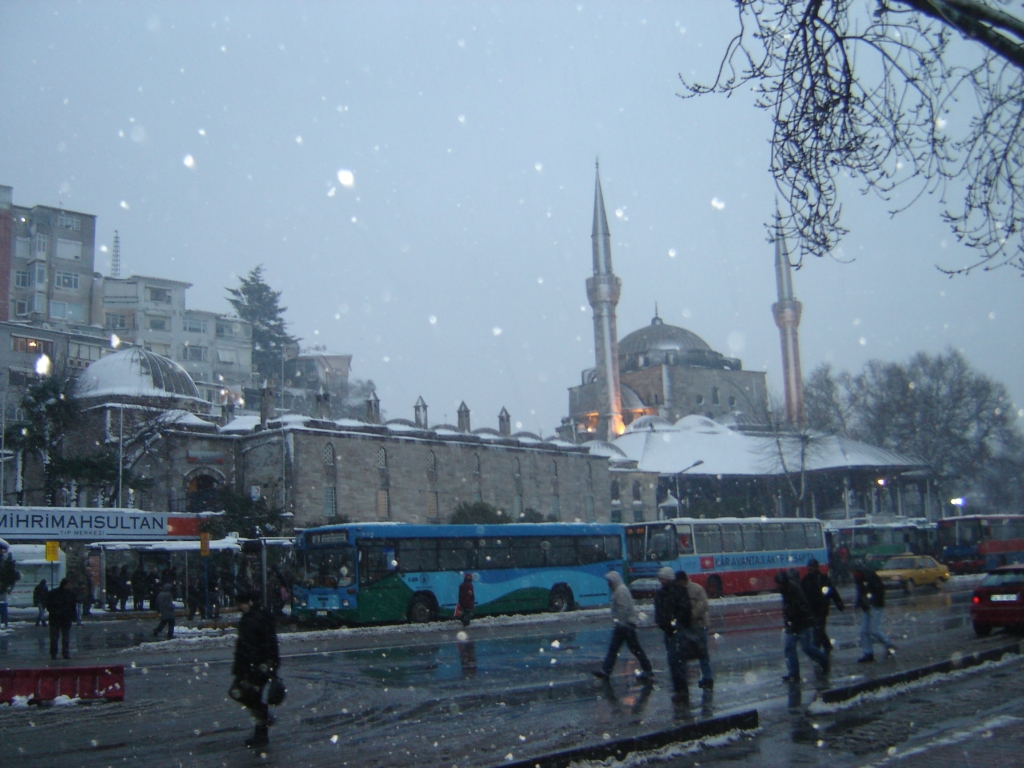
Мечеть султана Искеле Ускюдар Михримах
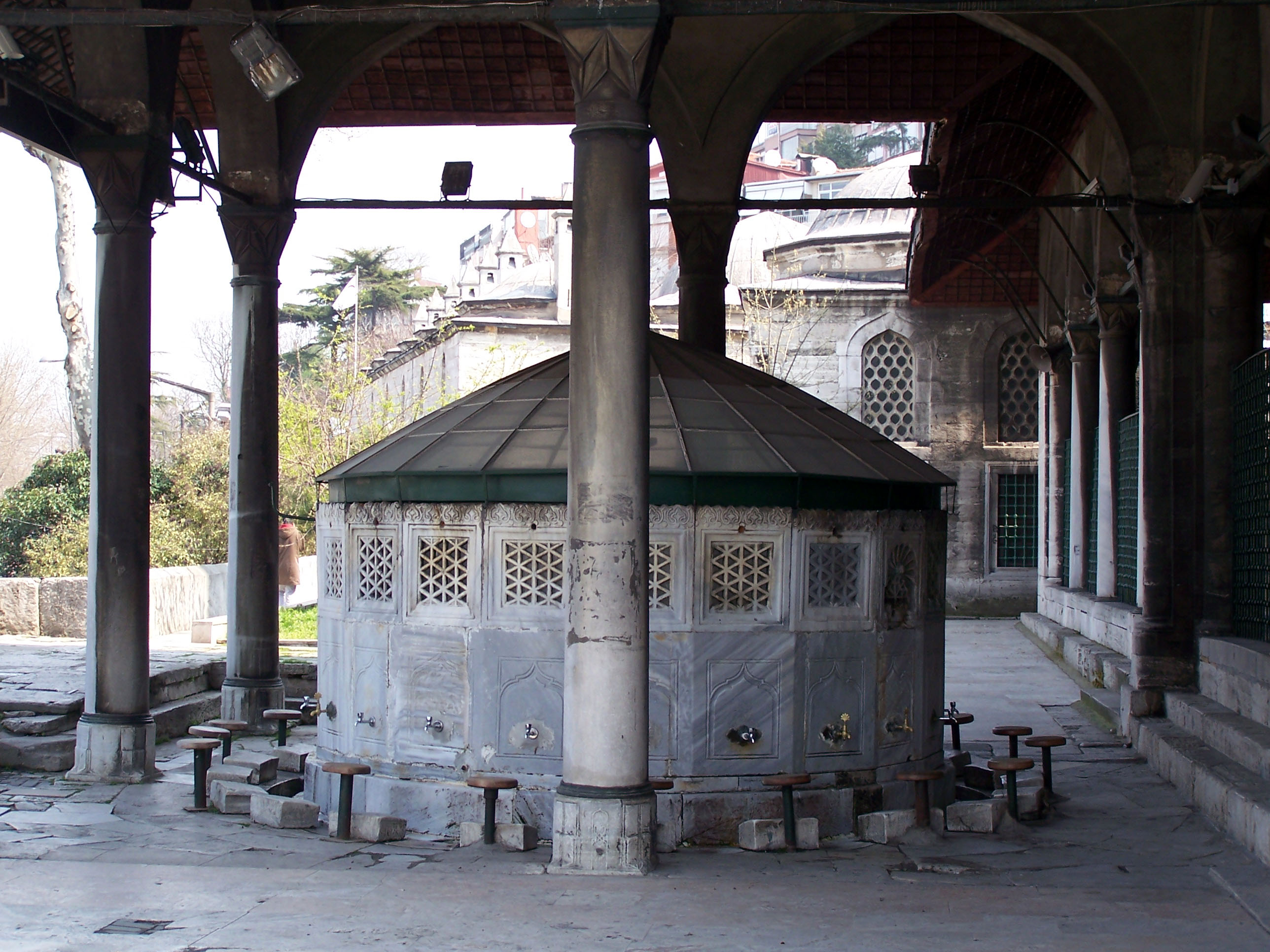
Фонтан омовения
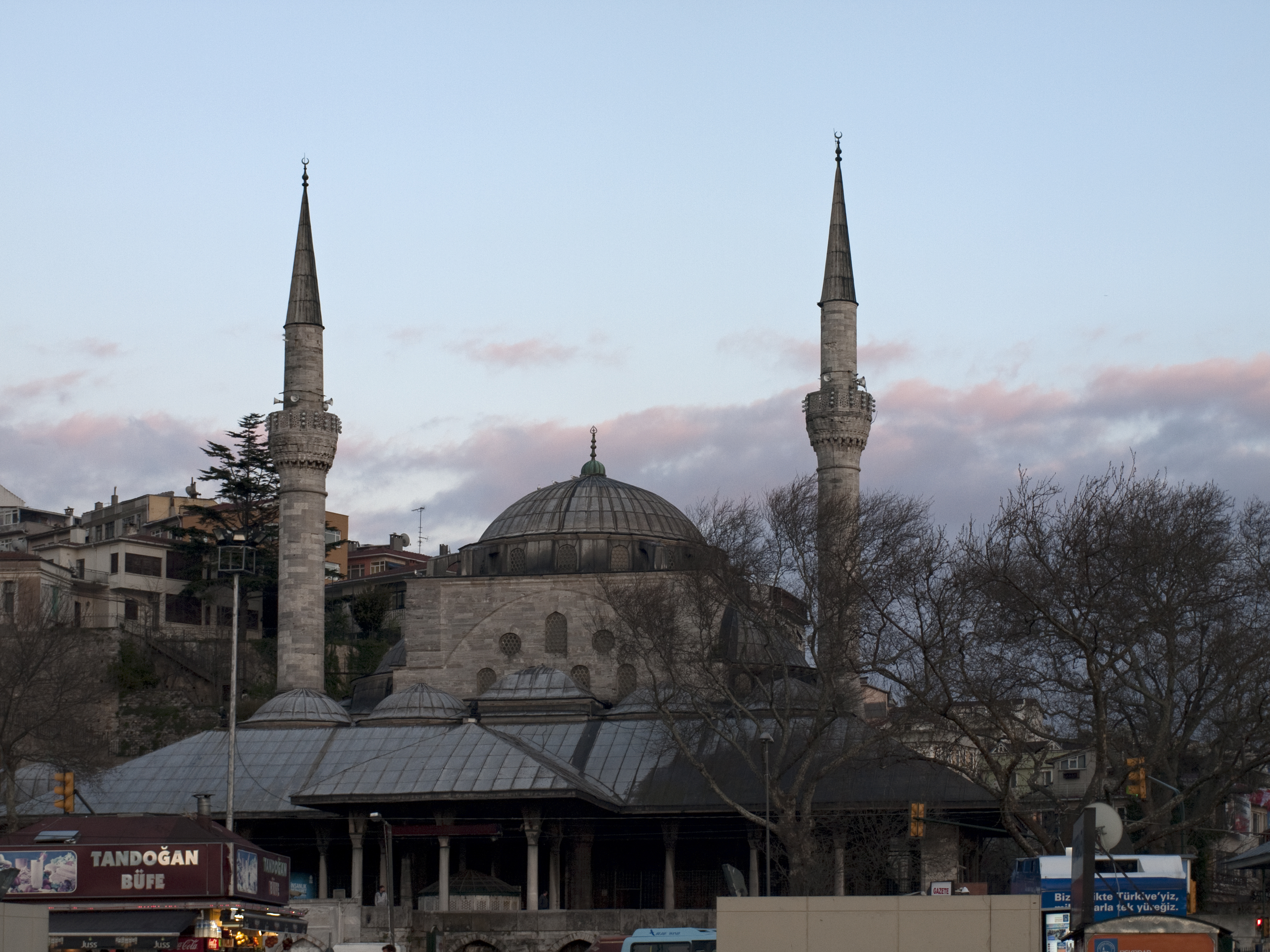
Фронтальный вид
Деталь мечети
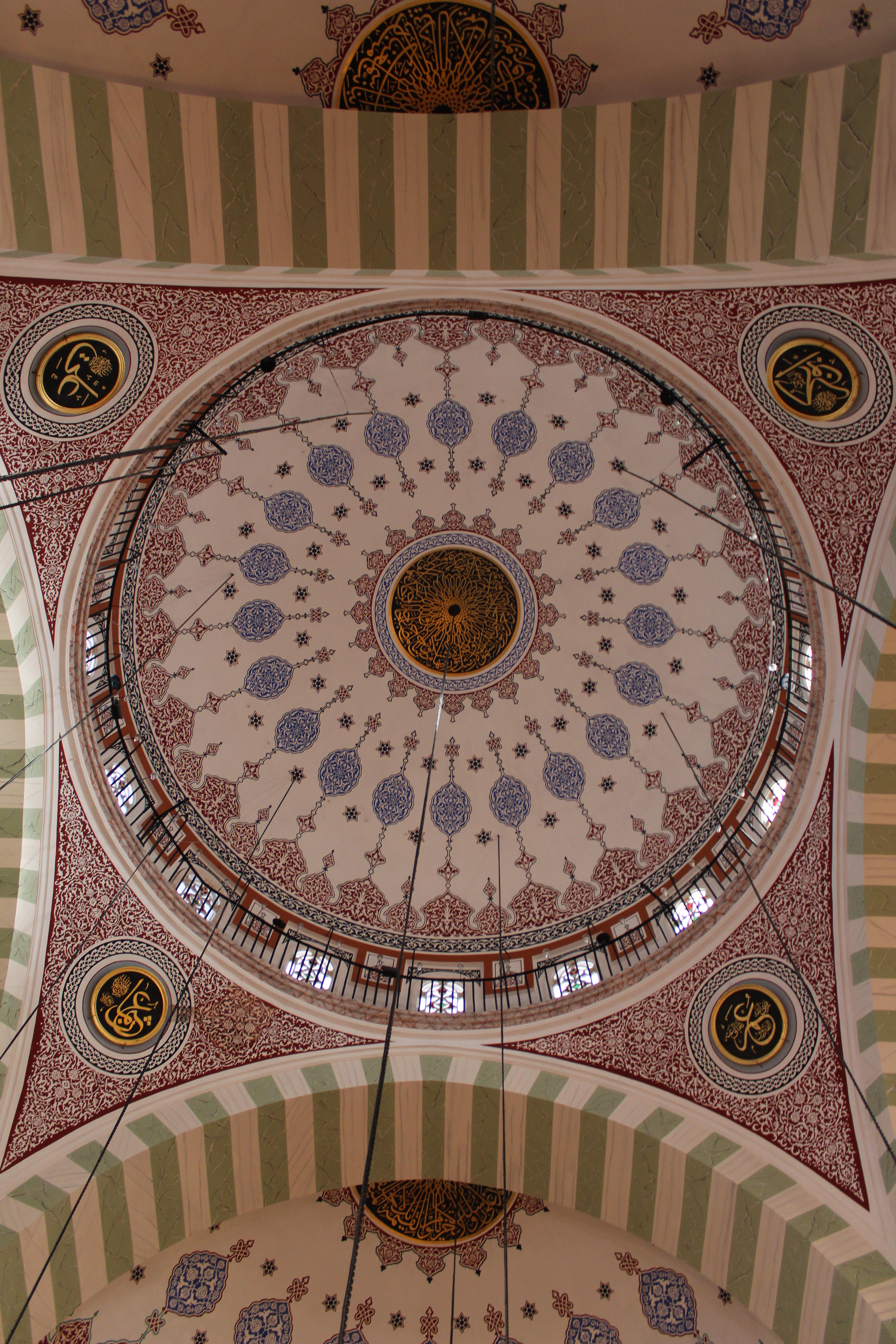
Внутренний вид купола
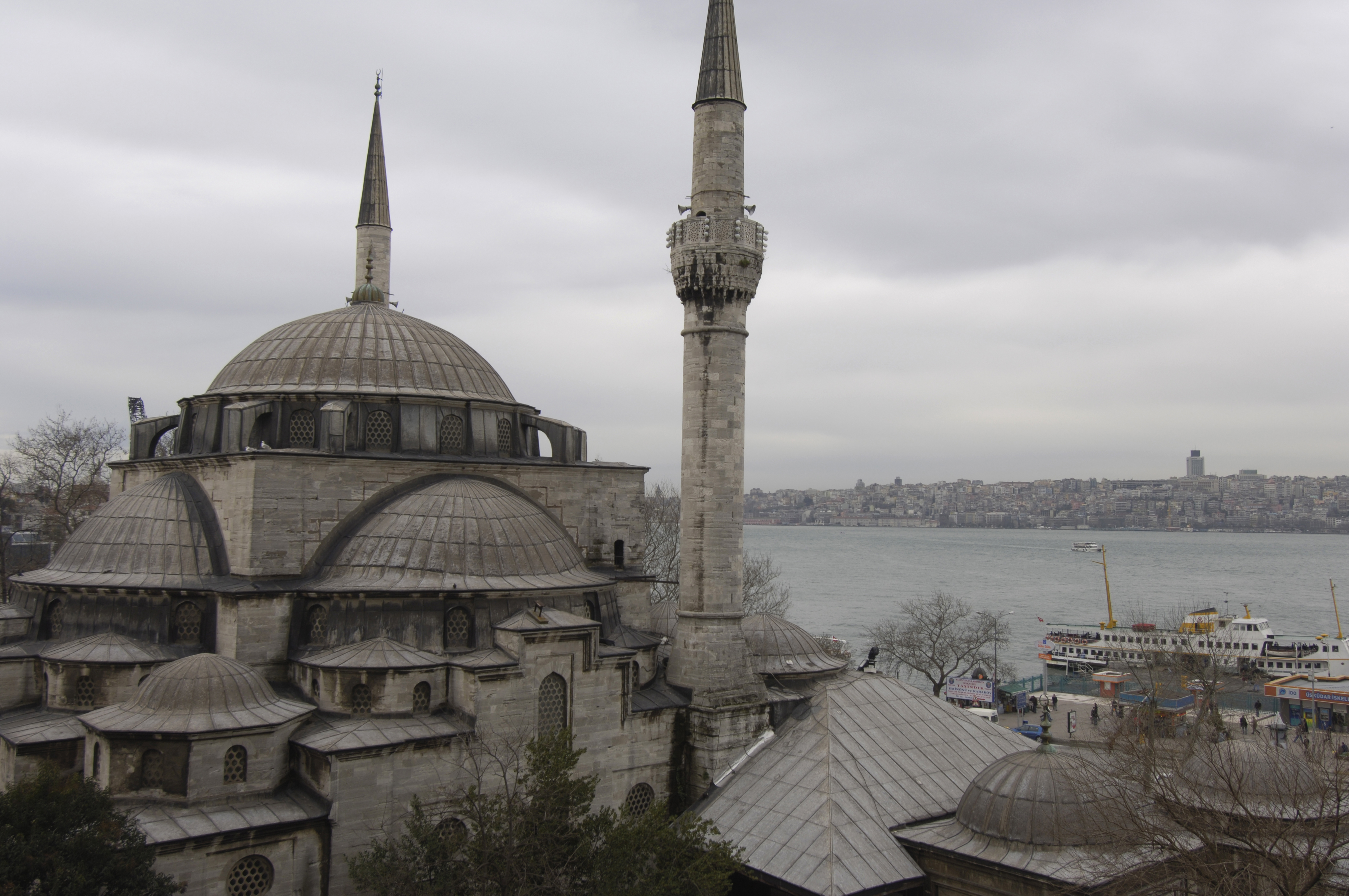
Мечеть Михримах-султан (Ускюдар) с холма позади
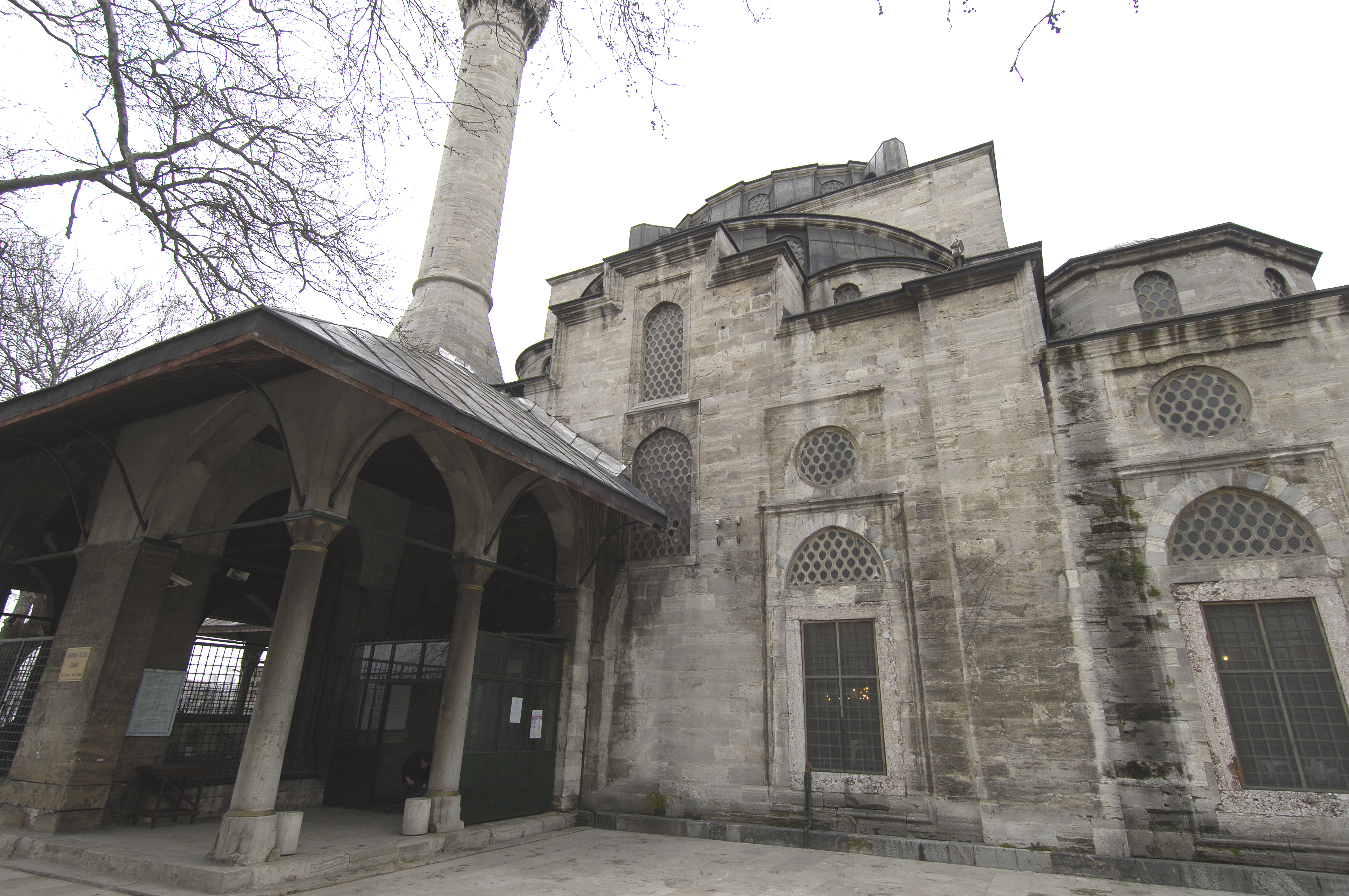
Мечеть Михримах-султан (Ускюдар) с запада
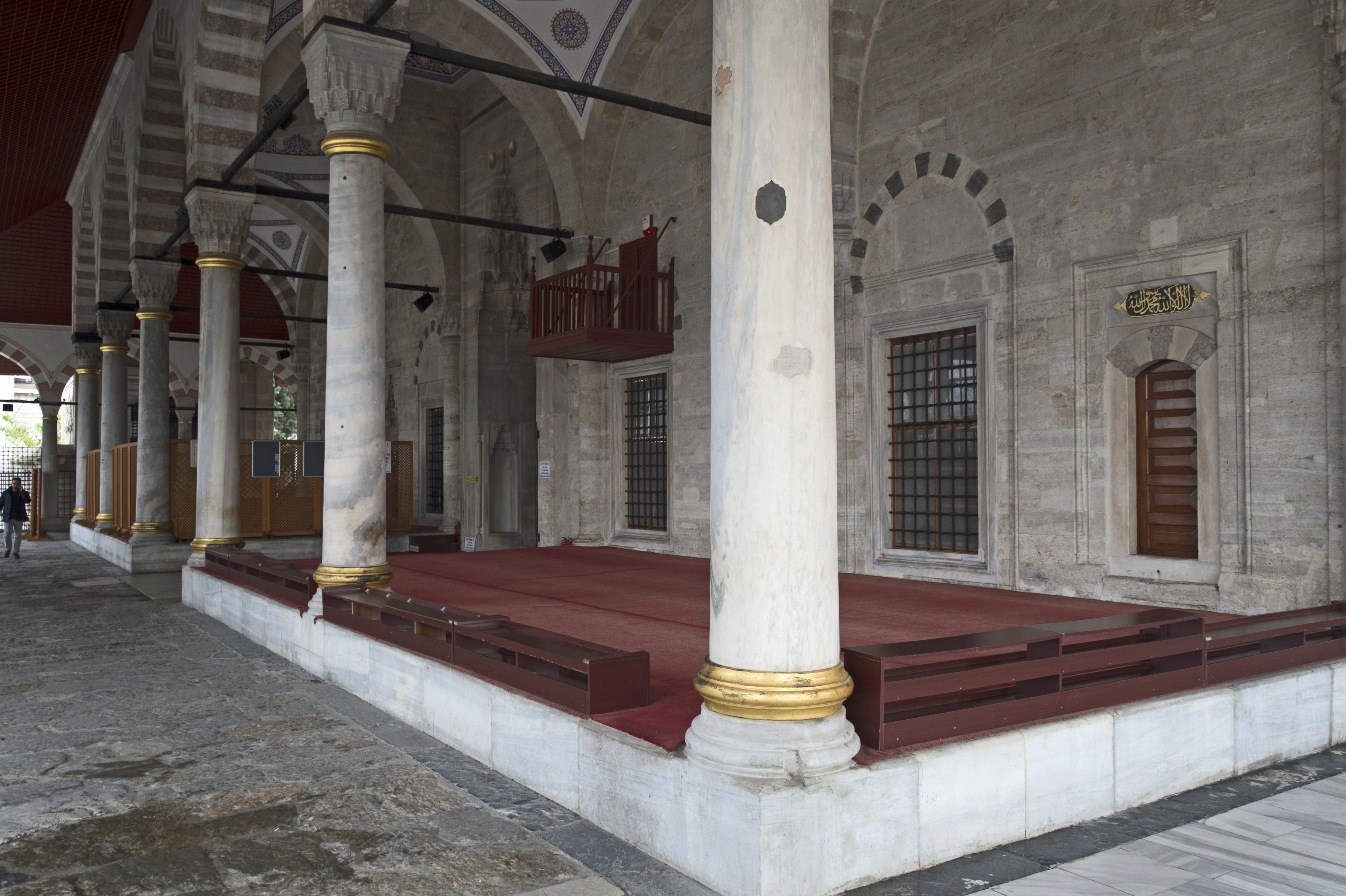
Область последнего причастия Мечети Михримах-султан (Ускюдар)
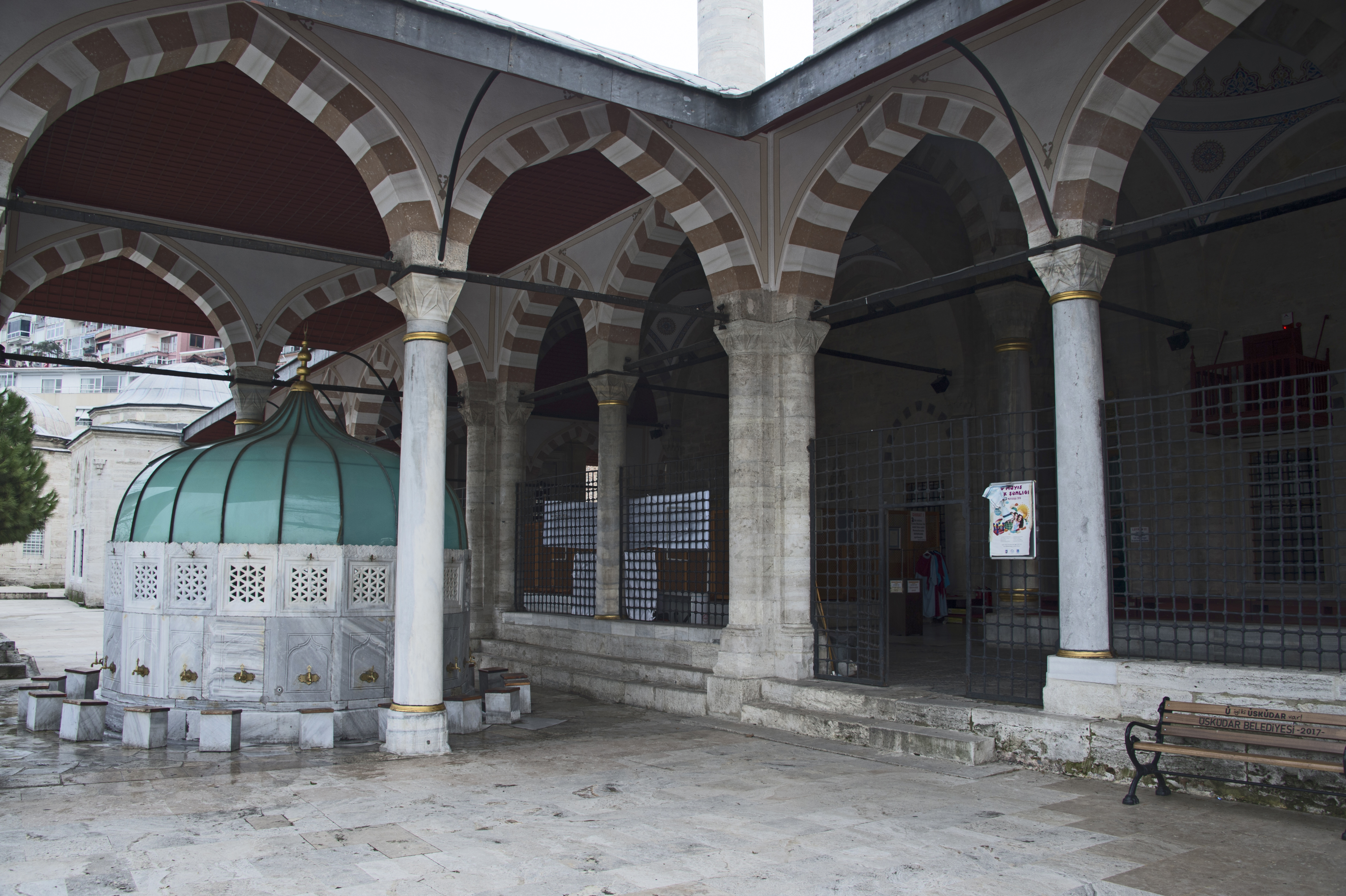
Мечеть Михримах-султан (Ускюдар) с фонтаном омовения
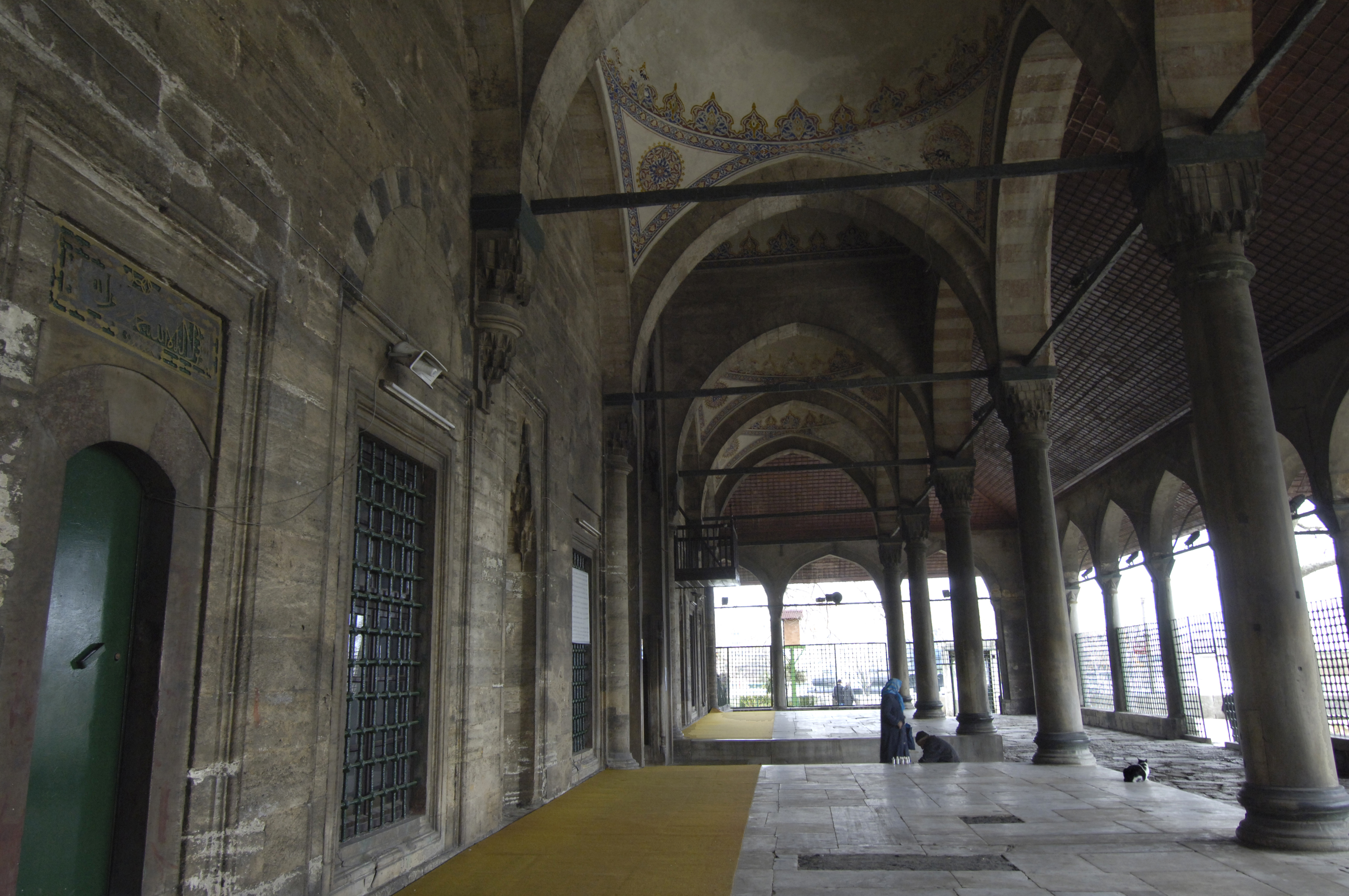
Последняя часть причастия Мечети Михримах-султан (Ускюдар)
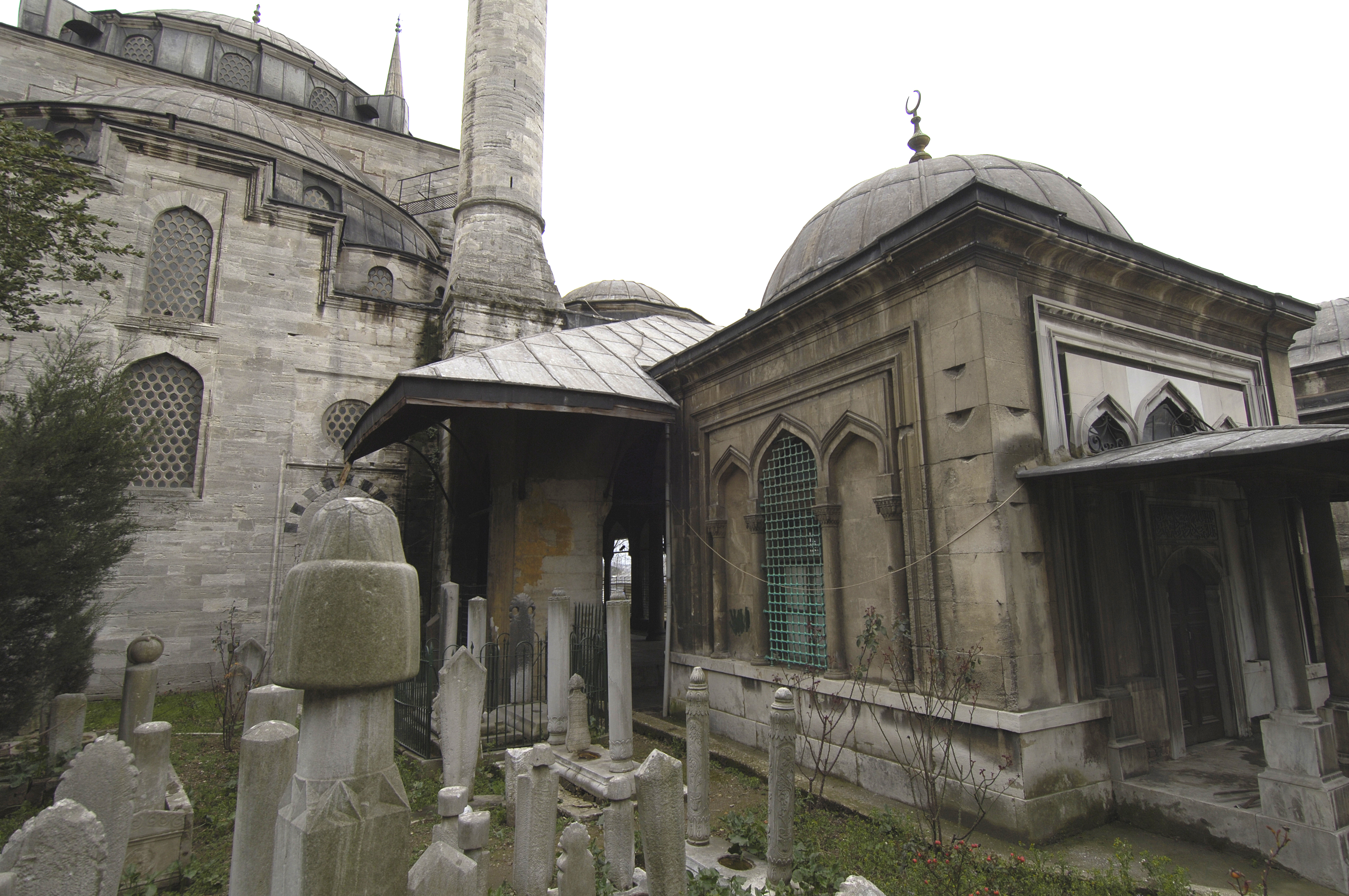
Мечеть Михримах-султан (Ускюдар) с кладбища
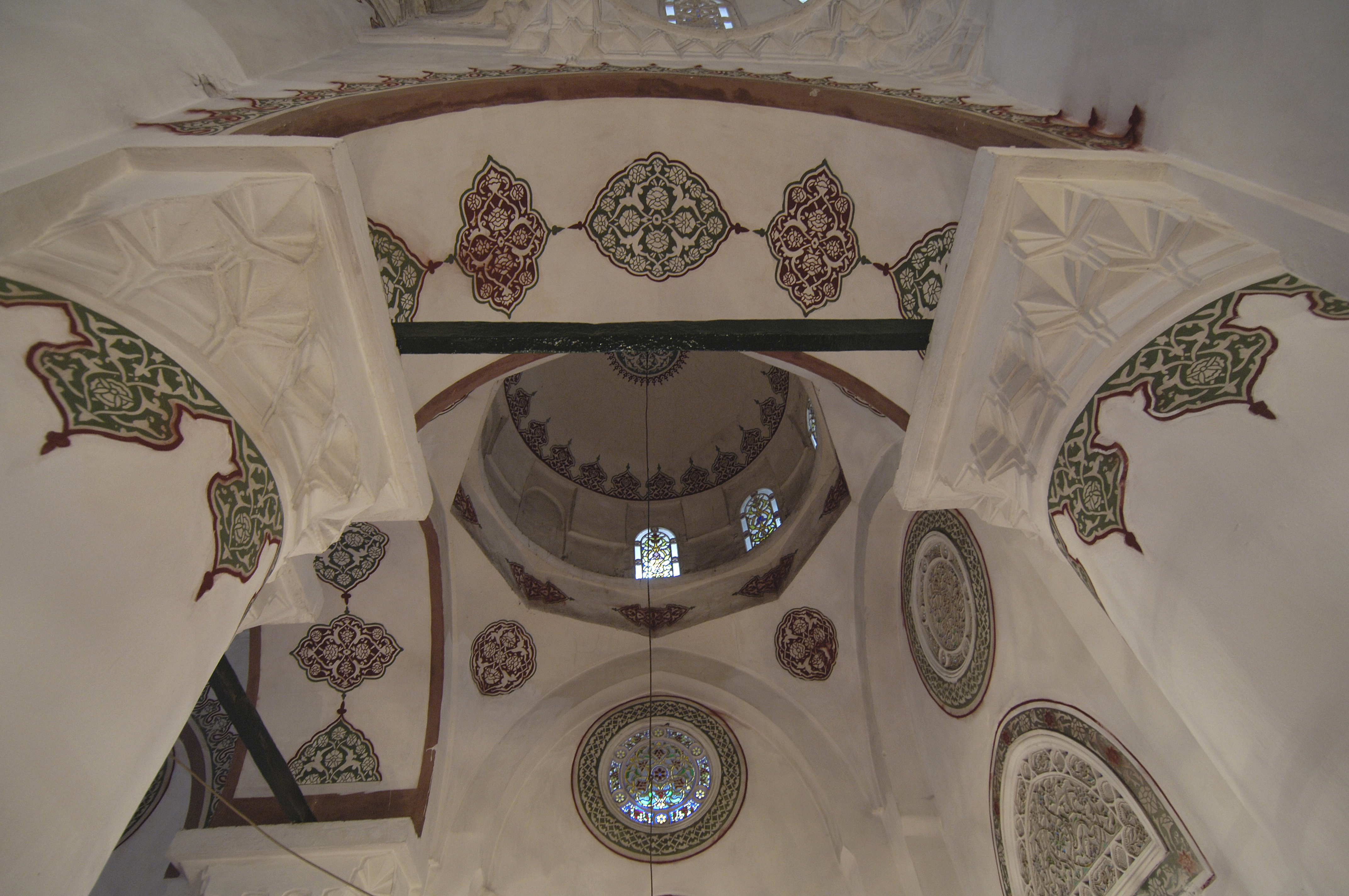
Купол Мечети Михримах-султан (Ускюдар)
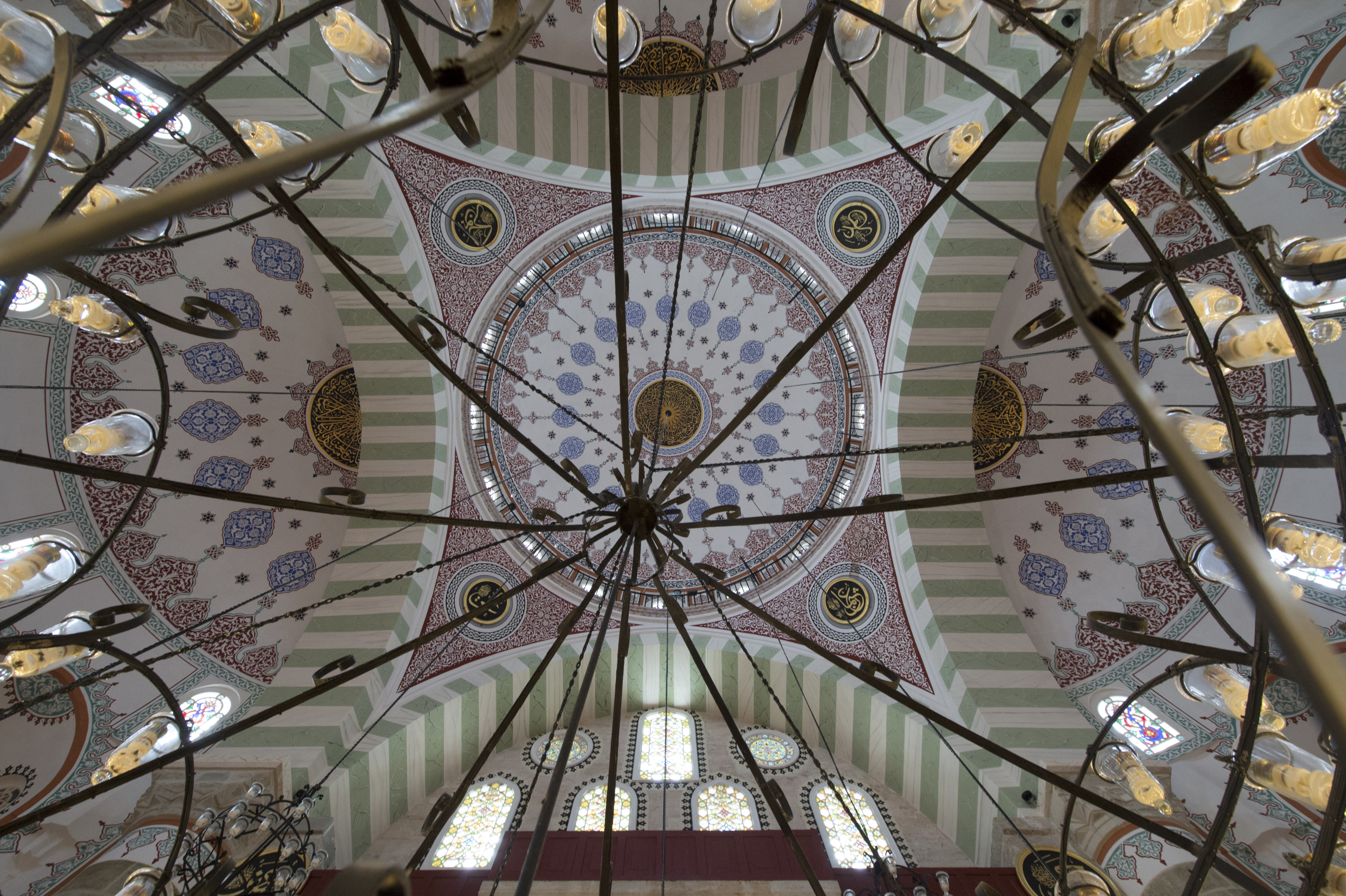
Купола Мечети Михримах-султан (Ускюдар)
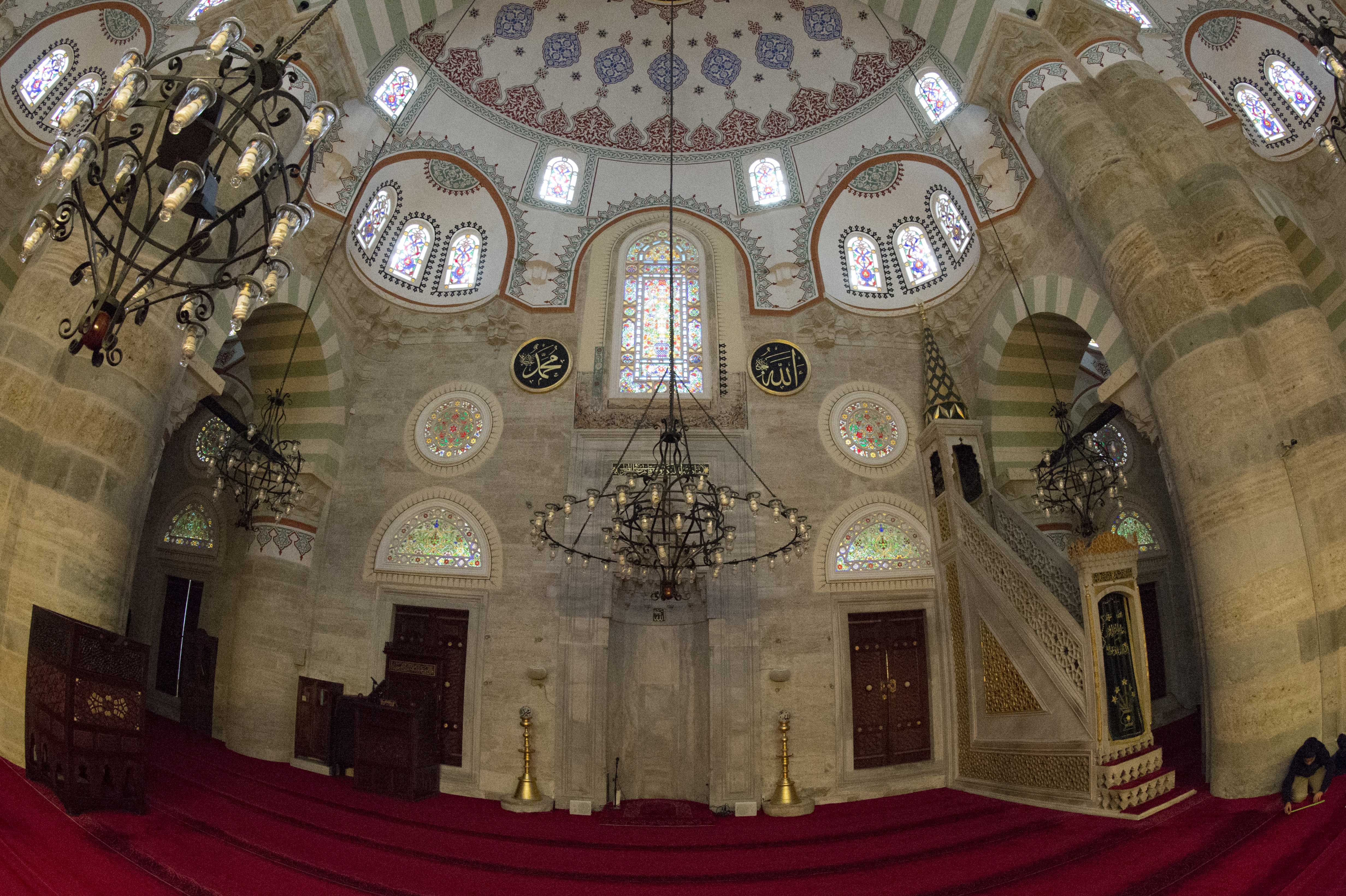
Минбар и михраб Мечети Михримах-султан (Ускюдар)
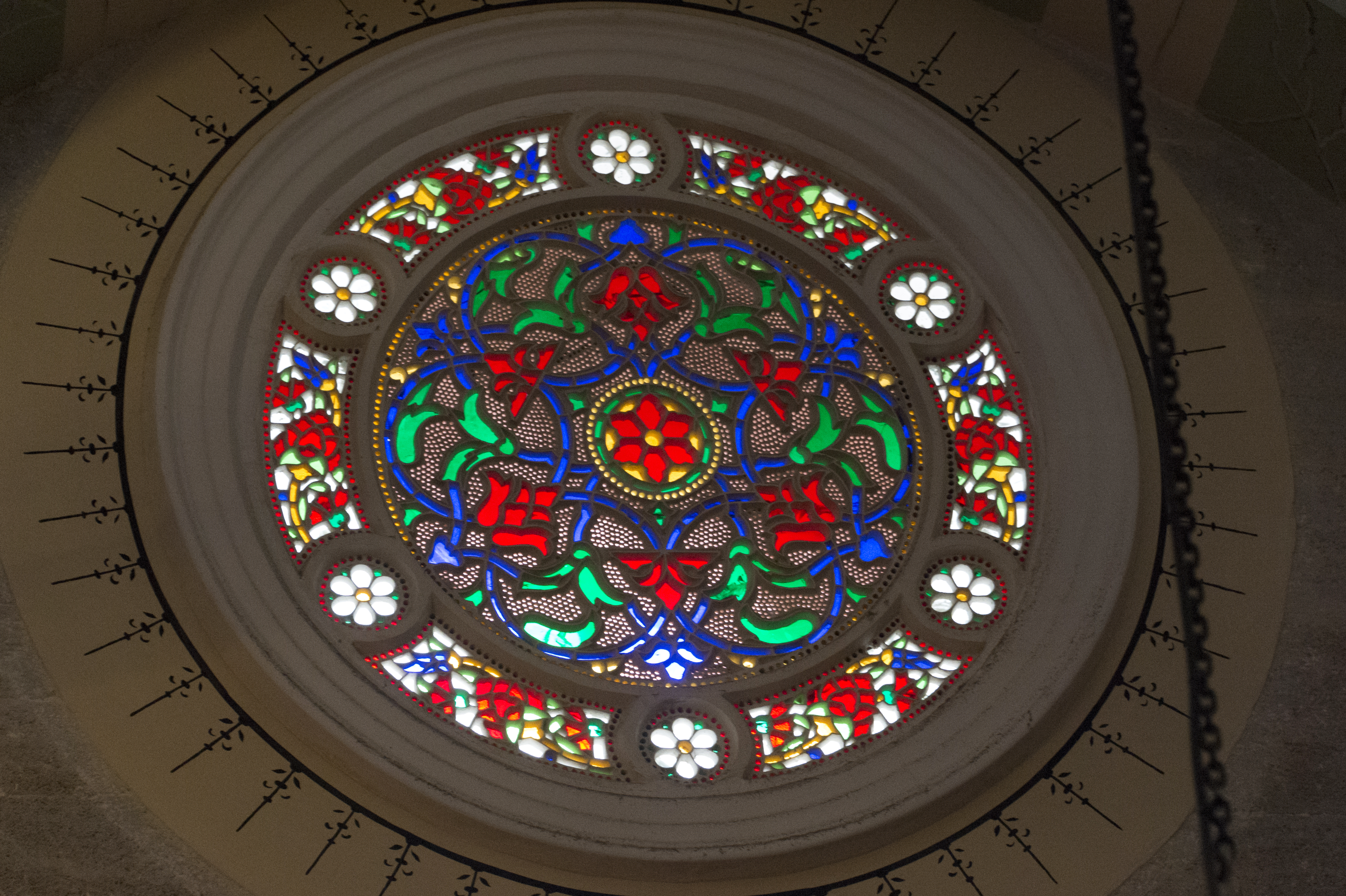
Окно Мечети Михримах-султан (Ускюдар)